# 短暫和平
《短暫和平》（Short Peace）為日本一部多段式短篇動畫電影，2013年7月20日於日本上映，由四段小故事組成由不同導演和作畫者製作，並有發售PS3遊戲機專用的藍光影片。
本片曾在2014年11月，於台灣的金馬國際影展中上映。

## 劇情
- 九十九（導演：森田修平） - 手艺人在山中突逢暴雨，在一座祠堂歇脚，遇到了許多妖怪化的舊物品，手艺人冷靜應對最終取得了諒解。
- 火要鎮（導演：大友克洋） - 商人之女若和邻家男孩年松吉青梅竹马，两情相悦。但是家境悬殊的二人终究無緣，在父命出嫁前夜的小若不慎引燃烛火，可在那一刻她却突然停止灭火呼救的念头。
- Gambo（導演：安藤裕章） - 古代某山村饱受巨大的赤鬼困扰，村民不得不将少女奉献出去，然赤鬼其實是力大無窮的外星生物，村中最后一个被獻出的女孩於森林中遇到了山神白熊，也許能扭轉情勢。
- 永別了武器（導演：角木肇） - 根據大友克洋的科幻短篇漫畫作品改編。在末日後的世界，一隊機甲武裝傭兵靠搜索以前殘留的物資變賣生活，然而他們卻無意中遇到了強大的無人戰車，該戰車以為戰爭仍未結束[2]。

## 外部連結
- 官方网站（日語）
- 短暫和平（動畫）在動畫新聞網百科全書中的資料（英文）
- 互联网电影数据库（IMDb）上《Tsukumo》的资料（英文）
- 豆瓣电影上《短暫和平》的資料 （简体中文）